# Bostān
Bostān (persiska: بستان) är en ort i Iran.   Den ligger i provinsen Khuzestan, i den västra delen av landet, 500 km sydväst om huvudstaden Teheran. Bostān ligger 5 meter över havet och antalet invånare är 7 314.
Terrängen runt Bostān är platt.Runt Bostān är det ganska glesbefolkat, med 38 invånare per kvadratkilometer. Bostān är det största samhället i trakten. Omgivningarna runt Bostān är i huvudsak ett öppet busklandskap.